# AHL 1975/76
Die Saison 1975/76 war die 40. reguläre Saison der American Hockey League (AHL). Während der regulären Saison bestritten die acht Teams der Liga jeweils 76 Spiele. Die sechs besten Mannschaften der AHL spielten anschließend in einer Play-off-Runde um den Calder Cup.

## Teamänderungen
Folgende Änderungen wurden vor Beginn der Saison vorgenommen:
- Die Syracuse Eagles stellten den Spielbetrieb ein
- Die Virginia Wings stellten den Spielbetrieb ein

## Reguläre Saison

### Abschlusstabellen
Abkürzungen: GP = Spiele, W = Siege, L = Niederlagen, T = Unentschieden, OTL = Niederlage nach Overtime, GF = Erzielte Tore, GA = Gegentore, Pts = Punkte

Erläuterungen: In Klammern befindet sich die Platzierung innerhalb der Conference;       = Playoff-Qualifikation,       = Division-Sieger,       = Conference-Sieger

#### Reguläre Saison
| North Division        | GP | W  | L  | T | GF  | GA  | Pts |
| --------------------- | -- | -- | -- | - | --- | --- | --- |
| Nova Scotia Voyageurs | 76 | 48 | 20 | 8 | 326 | 209 | 104 |
| Rochester Americans   | 76 | 42 | 25 | 9 | 304 | 243 | 93  |
| Providence Reds       | 76 | 34 | 34 | 8 | 294 | 300 | 76  |
| Springfield Indians   | 76 | 33 | 39 | 4 | 267 | 321 | 70  |

| South Division       | GP | W  | L  | T | GF  | GA  | Pts |
| -------------------- | -- | -- | -- | - | --- | --- | --- |
| Hershey Bears        | 76 | 39 | 31 | 6 | 304 | 275 | 84  |
| Richmond Robins      | 76 | 29 | 39 | 8 | 262 | 297 | 66  |
| New Haven Nighthawks | 76 | 29 | 39 | 8 | 261 | 295 | 66  |
| Baltimore Clippers   | 76 | 21 | 48 | 7 | 238 | 316 | 49  |

### Beste Scorer
Abkürzungen: GP = Spiele, G = Tore, A = Assists, Pts = Punkte, +/- = Plus/Minus, PIM = Strafminuten; Fett: Saisonbestwert
| Spieler          | Team                  | GP | G  | A  | Pts | PIM |
| ---------------- | --------------------- | -- | -- | -- | --- | --- |
| Jean-Guy Gratton | Hershey Bears         | 73 | 35 | 58 | 93  | 38  |
| Ron Andruff      | Nova Scotia Voyageurs | 74 | 42 | 46 | 88  | 58  |
| Greg Holst       | Providence Reds       | 69 | 37 | 44 | 81  | 77  |
| Guy Chouinard    | Nova Scotia Voyageurs | 70 | 40 | 40 | 80  | 14  |
| Gordie Clark     | Rochester Americans   | 72 | 30 | 49 | 79  | 7   |
| Pierre Mondou    | Nova Scotia Voyageurs | 74 | 34 | 43 | 77  | 30  |
| Fred Speck       | Baltimore Clippers    | 76 | 23 | 52 | 75  | 93  |
| Larry Fullan     | Richmond Robins       | 76 | 18 | 57 | 75  | 26  |
| Wayne Schaab     | Richmond Robins       | 75 | 36 | 36 | 72  | 31  |

## Calder-Cup-Playoffs

### Modus
Für die Play-offs qualifizierten sich die jeweils drei besten Mannschaften der North Division und der South Division. In den ersten zwei Play-off-Runden wurden die Sieger der jeweiligen Divisions ausgespielt, wobei zunächst der Zweite gegen den Dritten spielte und anschließend der Sieger aus diesem Duell in Runde zwei gegen den Erstplatzierten der regulären Saison. In Runde drei trafen die beiden Division-Sieger im Finale aufeinander. Die ersten Play-off-Runde wurde im Modus Best-of-Five ausgespielt, die zweite Play-off-Runde, sowie das Finale wurden im Modus Best-of-Seven ausgespielt.

### Play-off-Übersicht
|  | Division Halbfinale | Division Halbfinale  | Division Halbfinale |  |  | Division Finale | Division Finale       | Division Finale |  |    | Calder-Cup-Finale     | Calder-Cup-Finale | Calder-Cup-Finale |
|  |                     |                      |                     |  |  |                 |                       |                 |  |    |                       |                   |                   |
|  | North Division      | North Division       | North Division      |  |  | N1              | Nova Scotia Voyageurs | 4               |  |    |                       |                   |                   |
|  | N2                  | Rochester Americans  | 3                   |  |  | N2              | Rochester Americans   | 0               |  |    |                       |                   |                   |
|  | N3                  | Providence Reds      | 0                   |  |  |                 |                       |                 |  | N1 | Nova Scotia Voyageurs | 4                 |                   |
|  |                     |                      |                     |  |  |                 |                       |                 |  |    | S1                    | Hershey Bears     | 1                 |
|  | South Division      | South Division       | South Division      |  |  | S1              | Hershey Bears         | 4               |  |    |                       |                   |                   |
|  | S2                  | Richmond Robins      | 3                   |  |  | S2              | Richmond Robins       | 1               |  |    |                       |                   |                   |
|  | S3                  | New Haven Nighthawks | 0                   |  |  |                 |                       |                 |  |    |                       |                   |                   |

### Calder-Cup-Sieger
| Calder-Cup-Sieger Nova Scotia Voyageurs | Torhüter: Dave Elenbaas, Ed Walsh Verteidiger: Brian Engblom, Gary Geldart, Chuck Luksa, Gilles Lupien, Noel Price Angreifer: Ron Andruff, Jim Cahoon, Guy Chouinard, Glenn Goldup, Don Howse, Rich Lemieux, Gordon MacTavish, Pierre Mondou, Mike Polich, Sean Shanahan, Paul Woods Cheftrainer: Al MacNeil General Manager: Al MacNeil |

## Vergebene Trophäen

### Mannschaftstrophäen
| Auszeichnung                                                             | Team                  |
| ------------------------------------------------------------------------ | --------------------- |
| Calder Cup Gewinner der AHL-Playoffs                                     | Nova Scotia Voyageurs |
| F. G. „Teddy“ Oke Trophy Bestes Team der North Division, Reguläre Saison | Nova Scotia Voyageurs |
| John D. Chick Trophy Bestes Team der South Division, Reguläre Saison     | Hershey Bears         |

### Individuelle Trophäen
| Auszeichnung                                                                  | Spieler          | Team                  |
| ----------------------------------------------------------------------------- | ---------------- | --------------------- |
| Les Cunningham Award MVP der regulären Saison                                 | Ron Andruff      | Nova Scotia Voyageurs |
| John B. Sollenberger Trophy Bester Scorer                                     | Jean-Guy Gratton | Hershey Bears         |
| Dudley „Red“ Garrett Memorial Award Bester Rookie                             | Greg Holst       | Providence Reds       |
| Dudley „Red“ Garrett Memorial Award Bester Rookie                             | Pierre Mondou    | Nova Scotia Voyageurs |
| Eddie Shore Award Bester Verteidiger                                          | Noel Price       | Nova Scotia Voyageurs |
| Harry „Hap“ Holmes Memorial Award Torhüter mit dem geringsten Gegentorschnitt | Dave Elenbaas    | Nova Scotia Voyageurs |
| Harry „Hap“ Holmes Memorial Award Torhüter mit dem geringsten Gegentorschnitt | Ed Walsh         | Nova Scotia Voyageurs |
| Louis A. R. Pieri Memorial Award Bester Trainer                               | Chuck Hamilton   | Hershey Bears         |